# Flash mob
Et flash mob er en gruppe af mennesker, der forsamles pludseligt på et offentligt sted, og fælles udfører en usædvanlig og ofte morsom handling, hvorefter de spredes igen.

## Brug af begrebet flash mob
Webster's New Millennium Dictionary of English definerer flash mob (også ofte: flashmob, flash-mob) som: “En gruppe mennesker der organiserer sig på Internettet, og derefter forsamles på et offentligt sted, for at udføre noget bizart og forsvinde igen”.
Dansk Sprognævn definerer begrebet således: ”flash mob (2003): forsamling af (unge) mennesker der udfører meningsløse handlinger som de på forhånd har aftalt, fx via mobiltelefon eller e-mail'”.
Flash mob har som regel en apolitisk karakter, med fokus på at udføre en underholdende performance.
Flash mob begrebet bruges også ofte af nyhedsmedier og virksomhedsarrangører, som en betegnelse for al form for organiseret forsamling af mennesker via moderne teknologi, som internet, sms mm. Dermed bruges begrebet flash mob som reference til enhver form for smart mob , inklusivt politiske protester. , organiserede supercomputere , guerilla marketing og organiseret pres på markedet Smart mob er en term udviklet af Howard Rheingold i hans bog Smart Mobs: The Next Social Revolution fra 2002.
Der skal tages det forbehold, at flash mob miljøer i høj grad fungerer dynamisk og autonomt og derfor kan man ikke utvetydigt lægge sig fast på en definition af flash mob. Grænserne mellem de forskellige varianter er uklare og begrebet kan udvikles efter temperament.

## Oprindelse
Den første flash mob blev organiseret på Manhattan, Maj 2003, af Bill Wasik, ansat hos Harper's Magazine. Den første flash mob havde til formål at samles i et større varehus, men dette fandt varehuset ud af og saboterede aktionen. Den næste flash mob fandt sted i varehuset Macy's, den 3. juni 2003, og havde til formål at samle mennesker i Macy’s tæppeafdeling. Når tilspurgt af assistenterne, skulle de forklare, at de vil købe et tæppe og at de traf deres beslutninger kollektivt.
Wasik gennemførte dermed organiseringen af den første og anden flash mob, som senere blev trykt i medierne. Wasiks begrundelse for at organisere flash mobs, var for at starte et socialt eksperiment designet til at skabe opmærksomhed omkring kulturel konformitet og ønsket om at være en del af ”den næste store ting”.
Den første offentliggjorte flash mob i Danmark, var et massekøb af studenterbrød i stormagasinet Salling i Ålborg, den 29. August 2003. Flash mob er siden blomstret op igen i 2007 med en række flash mobs i hele landet.

## Typiske temaer for flash mob
Flash mobs kan have mange forskellige temaer og er i bund og grund kun begrænset af arrangørerne eller gruppens kreativitet og opfindsomhed. Alligevel falder flash mobs ofte ind under bestemte gentagne temaer. Blandt de oftest sete temaer, er de såkaldte Freezes, Bangs, Silent Discos og Pillowfights.

### Freeze
Freezes foregår således, at en gruppe af deltagere "stivner" og forbliver i den samme stilling i et aftalt tidsrum indenfor et udvalgt område i det offentlige rum. Begrebet Freeze bliver også brugt uafhængigt af det overordnede begreb flash mob, f. eks af gruppen World Freeze. Det bliver som regel udført på hovedbanegårde, i indkøbscentre og befærdede offentlige pladser. Deltagerne vil typisk være let spredt ud over det valgte område for at skabe størst effekt. Ved Freezens ophør opløses mængden og deltagerne går tilsyneladende hver til sit. Eksempler kan her ses fra USA, Libanon og Danmark .

### Bang
Bangs foregår således, at gruppen af deltagere forsamles omkring et udvalgt sted, så vidt muligt uden at vække opsigt. På et aftalt tidspunkt "trækker" man så sin pegefinger eller et andet objekt udvalgt til at symbolisere et våben. Alle holder simultant "hinanden op", indtil det første "skud" bliver affyret ved, at én råber "BANG!". Alle "skyder" derefter hinanden og falder om på jorden. Efter et stykke tid rejser folk sig og går. Eksempler kan ses her fra Sverige og Danmark .

### Silent Disco
Silent Discos foregår på næsten samme måde som en Freeze, men i stedet for at stå stille danser folk til den musik, de har i deres egen afspiller. Der kan også være arrangeret en DJ, der udsender bestemt musik via radiosignal, så alle deltagere danser til det samme. Deltagerne befinder sig inden for et aftalt område og udfører en individuel dans i det aftalte tidsrum. Ofte bliver det udført i eller omkring offentlige transportmidler. Silent Disco er ikke oprindeligt et flash mob fænomen, da det oprindeligt i starten af 90erne blev brugt som et virkemiddel af øko-aktivister med det formål at samle folk om en sag. En Silent Disco kan kun kaldes en flash mob, hvis det foregår inden for en aftalt tidsperiode og der er en procedure for afslutning og opbrud. Eksempel kan ses her fra England .

### Pillowfight
Pillowfights er store pudekampe i det offentlige rum, typisk udført på hovedbanegårde eller åbne befærdede pladser. Hver deltager medbringer i skjul en pude til det aftalte område og pudekampen foregår så i det aftalte tidsrum. Eksempler kan ses her fra Canada og Danmark .

## Varianter
Udover disse typiske temaer, er der andre der lægger sig helt op ad konceptet eller lægger sig imellem flash mob og smart mob. Her kan man på internettet finde en del andre varianter under fællesbetegnelsen flash mob. En række eksempler på handlinger udført i det offentlige rum af store grupper af mennesker:
- Jage en tilfældig person ned ad en gade, Japan[18].
- Pludseligt give en tilfældigt udvalgt person et stort bifald, USA[19].
- Tilbede et springvand, USA[20].
- Stirre og pege i samme retning, England [21] .
- Vandre på gaden klædt som zombier, Canada.[22]
- Agere som høns og lægge æg i en kommerciel sammenhæng, Singapore[23] .

Et beslægtet fænomen, som ikke umiddelbart bliver betegnet som flash mob, er happenings udført i det offentlige rum af grupper som "Improv Everywhere", som arrangerer globale og lokale events, der både kan indbefatte små og store grupper af mennesker med varierende grader af udstyr og forberedelse. Improv Everywhere har base i New York.

## Flash mob i Danmark
Flash mob fænomenet har været i Danmark siden 2003, hvor forskellige grupper har arrangeret flash mob events i København, Århus og Aalborg. Nye deltagere og grupper dukker til stadighed op.
Flash mob events bliver primært, men ikke udelukkende, organiseret via Facebook. I Danmark er den største af disse grupper Flashmob DK, der har mere end 1000 medlemmer. Gruppen består af forskellige lokale grupper i Ålborg, Århus, Roskilde og København. Derudover er der en række mindre grupper primært fra København som eksempelvis Flash Mob Copenhagen, Flashmob KBH og Frozen Kobehavn, som alle har et medlemstal på omkring 100-500 .
Ofte er en gruppe startet som en selvstændig gruppe, men har efter nogen tid slået sig sammen med andre flash mob grupper, der er mere etablerede, såsom Flashmob DK. Medlemstallet er generelt stigende i disse grupper. Derudover findes der grupper som ikke benytter sig af navnet flash mob, men eksempelvis ”freeze”. Den største af disse er gruppen World Freeze – Copenhagen som benytter sig af flere medier . Der afholdes løbende flash mobs rundt omkring i Danmark. Mange af medlemmerne fra Flashmob DK deltager også i events arrangeret af andre grupper. Omvendt er medlemmer af de mindre grupper oftest ikke klar over eksistensen af andre flash mob grupper.
TV kanalen TV 2 arrangerede for 18. juni 2009 et flashmob på Københavns Hovedbanegård, hvor 350 dansere pludseligt begyndte at danse til Medinas 'Kun for Mig', som Medina opførte live. Happeningen skete som en del af en promovering for TV 2s programserie Go', som indeholder Go' Morgen Danmark og Go' Aften Danmark.
28 September 2010 var der en flashmob på Københavns Hovedbanegård, hvor over 1000 studerende satte sig ned og studerede, med det formål at sætte på besparelserne i universitetsverdenen. Samme sted afholdt Ældre Sagen i oktober 2011 i anledning af foreningens 25 års jubilæum en flashmob for at signalere, at ældre har masser af energi og livsglæde.

## Flash mob i verden
Flash mob er et verdensomspændende fænomen, repræsenteret på alle kontinenter, med deciderede miljøer tilknyttet de byer udøverne ofte bor i. Miljøerne er hovedsageligt koncentrerede om de større byer og organiseres blandt andet gennem de sociale netværkssider Facebook, Myspace, Couchsurfing og lignende. Disse er karakteriserede ved at have brugere over hele verden og dermed har fænomenet også haft let ved at sprede sig hurtigt. Youtube har desuden været en betydelig inspirator for nye flash mobbere til at søge inspiration fra andre flash mobs, hvorfor der hurtigt har udviklet sig nogle særligt populære former som eksempelvis ”Freeze” og ”Bang”.
Derudover er der globale netværk som eksempelvis ”Improv Everywhere” som opererer med koordinerede globale events og Worldfreeze, som opererer i forskellige hovedstæder rundt omkring i verden. Den 1. april 2008 blev der således udført en freeze simultant i både København, Århus, Indien, Rusland, Australien, Irak mm.

## Hvorfor flash mob?
Flash mob er kendetegnet ved fraværet af explicitte budskaber. Alligevel foregår en løbende diskussion på diverse fora og blandt flash mob udøvere om betydninger af flash mobs. Det er kendetegnende, at der findes næsten ligeså mange definitioner af dette, som der findes flash mob udøvere. Det er dog en udbredt holdning, at flash mob tilhører undergrundskulturen. Flash mob eventen i sig selv er med til visuelt at opstille en kontrast til en forestilling om en travl og hektisk hverdag . I det at skabe et kortvarigt afbræk i hverdagens trummerum, ligger der for mange et budskab. For andre udøvere er der mere tale om at skabe et frirum i det offentlige rum, hvor der er plads til at gøre noget sjovt eller mærkeligt, eksempelvis en pudekamp. Mange flash mobbere lægger dog vægt på at være apolitiske.
Der ligger ofte en fascination i den kraft, der alene ligger i at kunne formå at samle mange mennesker omkring en flash mob event, som ikke har et eksplicit budskab. . Derudover pågår der mere akademiske diskussioner omkring betydninger af flash mobs ligesom fænomenet debatteres indenfor kunst kredse